# Claire Landais
Pour les articles homonymes, voir Landais.
Claire Landais, née le 30 août 1973 à Châtenay-Malabry, est une haute fonctionnaire française.
Conseillère d’État, elle est secrétaire générale du gouvernement depuis le 16 juillet 2020, après avoir été secrétaire générale de la Défense et de la Sécurité nationale (2018-2020) et avoir exercé dans plusieurs directions ministérielles (Agriculture, Éducation nationale, Enseignement supérieur et Recherche, Sports et Défense).

## Biographie

### Formation
Claire Landais est diplômée de l’ESSEC (promotion 1995, programme Grande École), et de l’Institut d'études politiques de Paris (promotion 1997, section Service public),. Elle est ensuite élève de l'École nationale d'administration (ÉNA) de 1998 à 2000 (promotion Averroès).

### Carrière
À la sortie de l'École nationale d’administration, classée parmi les premiers de sa promotion, Claire Landais choisit son affectation au Conseil d'État où elle est nommée auditrice, à la première sous-section (santé, sécurité sociale et travail) de la section du contentieux,. En 2001, puis en 2005, elle se verra détachée durant deux ans comme conseillère juridique de la direction des Affaires juridiques, respectivement au ministère de l'Agriculture et à l’Éducation nationale. Elle devient maître des requêtes en 2003 à la section des travaux publics du Conseil d’État, puis codirige son centre de documentation. Elle exerce ensuite les fonctions de commissaire du Gouvernement près l'assemblée du contentieux et les autres formations de jugement (rapporteur public) à partir de 2007 au sein de la dixième sous-section (libertés publiques, outre-mer, fiscalité).
Membre de la mission juridique d'appui aux ministères sociaux et maître de conférences[Information douteuse] à l'ENA entre 2004 et 2008, elle est détachée auprès des ministères de l’Éducation nationale et de l’Enseignement supérieur et de la Recherche en 2008 en tant que directrice des Affaires juridiques,, puis reprend ses fonctions de rapporteur public en 2010, au sein de la première sous-section (droit social, droit de l’urbanisme) et, à partir de février 2011, le poste de conseiller juridique au ministère des Sports. De 2012 à 2017, elle redevient directrice des Affaires juridiques, cette fois au ministère de la Défense,,,,. Elle est promue conseillère d’État en 2015. À la fin de son détachement, elle revient à la section du contentieux du Conseil d’État, en tant qu’assesseur,.
En 2018, elle est nommée secrétaire générale de la Défense et de la Sécurité nationale, succédant à Louis Gautier,. Deux ans plus tard, le 16 juillet 2020, elle est nommée secrétaire générale du Gouvernement,,. Première femme à occuper ce poste, elle succède à Marc Guillaume, qui y avait été nommé en 2015 et dont le départ a été demandé par le nouveau Premier ministre, Jean Castex.

### Vie privée
Claire Landais est mère de deux enfants.

## Décorations
- Chevalière de la Légion d'honneur du 14 juillet 2018[p].
- Officier de l'ordre national du Mérite[q] en 2022 (chevalière en 2014[r]).
- Commandeure de l'ordre des Palmes académiques en 2008[8].
- Légionnaire d'honneur au grade de 1re classe de la Légion étrangère (2014)[9],[10].

## Publications
- « Cyberdéfense : quelle stratégie pour la France ? », Les Cahiers français, La Documentation française, no 415 « Comprendre la souveraineté numérique »,‎ mai-juin 2020 (présentation en ligne, lire en ligne).
- Avec Julien Barnu, « Répondre à la menace cyber : Souveraineté numérique et sécurité nationale », Enjeux numériques, Les Annales des Mines, no 8,‎ décembre 2019 (lire en ligne [PDF]).
- Avec Christian Cambon, « Les armées face à la transparence et au secret », Revue Défense nationale, no 825,‎ octobre 2019, p. 31-38 (lire en ligne).
- « Droit du recours à la force », dans Frédéric Ramel, Jean-Baptiste Jeangène Vilmer et Benoît Durieux, Dictionnaire de la guerre et de la paix, Presses universitaires de France, 4 octobre 2017 (ISBN 978-2-13-079803-3, lire en ligne).
- Avec Pierre Ferran, « La Constitution et la guerre : La guerre est-elle une affaire constitutionnelle ? », Les Nouveaux Cahiers du Conseil constitutionnel, no 51,‎ avril 2016, p. 29-35 (lire en ligne).
- Avec Léa Bass, « Pour une conciliation entre les règles du droit international humanitaire et les règles du droit européen des droits de l’homme », Revue internationale de la Croix-Rouge, vol. 97 « Sélection française »,‎ avril 2015, p. 231-247 (lire en ligne [PDF]).
- « La prise en compte du risque indemnitaire par l'administration et les actions récursoires à l'égard de ses agents : le cas du ministère de la défense », Revue française d'administration publique, no 147,‎ mars 2013, p. 603-609 (DOI 10.3917/rfap.147.0603, lire en ligne).
- Avec Jacques Rigaud, Réflexion sur la possibilité pour les opérateurs publics d'aliéner des œuvres de leurs collections, Paris, Ministère de la culture et de la communication, 2008 (lire en ligne).

### Presse
- Pierre Alonso, « Secrétariat général du gouvernement : Claire Landais, techno incognito », sur Libération.fr, 22 juillet 2020.
- Erwan Bruckert, « Claire Landais, la secrétaire générale du gouvernement qui fait oublier Marc Guillaume », sur Lexpress.fr, 28 octobre 2020.

### Internet
- Ressource relative à la vie publique :   - Vie publique
- Ressource relative à la recherche :   - Cairn
- Notices d'autorité :   - VIAF
  - IdRef
- « Claire Landais », sur le Who's Who in France.
- Nicolas Hervieu, « Entretien avec Claire Landais, Directrice des affaires juridiques du Ministère de la Défense », La Revue des droits de l'homme, no 7,‎ 5 juin 2015 (ISSN 2264-119X, DOI 10.4000/revdh.1309, lire en ligne).
- Assemblée nationale, « Compte rendu n°28 - Commission d'enquête chargée de faire la lumière sur les dysfonctionnements ayant conduit aux attaques commises à la préfecture de police de Paris le jeudi 3 octobre : Audition de Mme Claire Landais, secrétaire générale de la défense et de la sécurité nationale », sur Assemblee-nationale.fr, 29 janvier 2020.